# نايف المطيري
نايف منصور المطيري لاعب كرة قدم سعودي .
كانت بداياته مع نادي الباطن و انتقل إلى نادي المجزل في عام 2015 و عاد إلى نادي الباطن في عام 2016 .

## روابط خارجية
- نايف المطيري على موقع Soccerway.com (الإنجليزية)